# Kircha Danilov
Kircha Danilov (en russe : Кирша Данилов ; également : Kirill Danilov, Kirill Danilovitch) est l'auteur présumé du premier recueil connu de bylines, de chansons historiques et lyriques et de poèmes religieux russes.

## Histoire du recueil

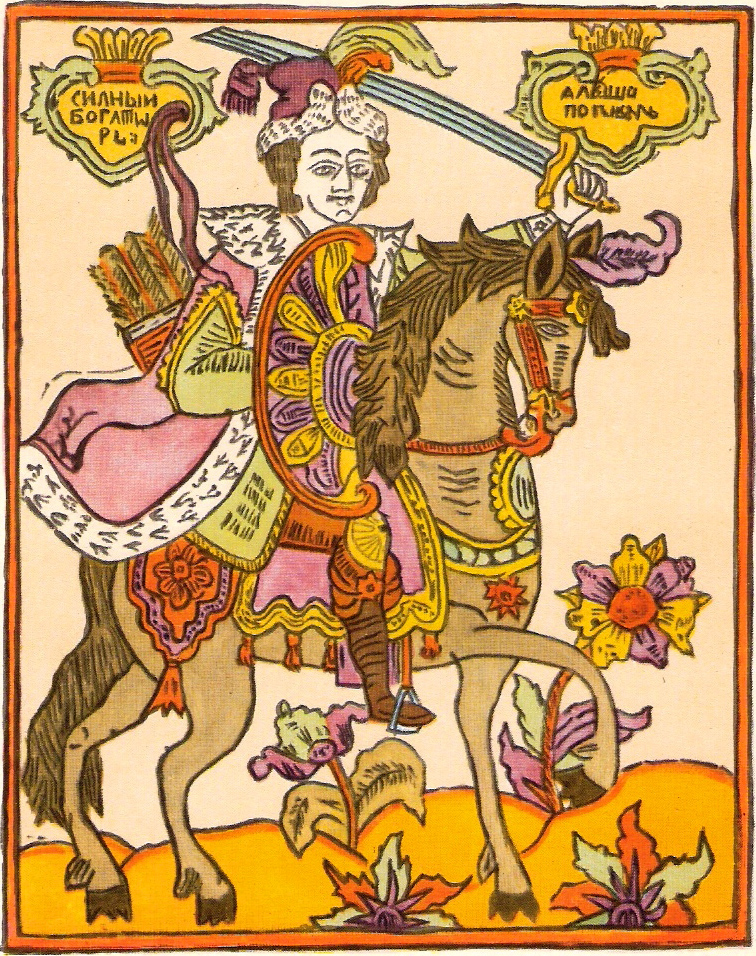
Aliocha Popovitch, héros d'une des bylines collectées par Danilov. Loubok du XVIII.

Cette anthologie a été rédigée après 1742, probablement dans l'Oural. Elle comporte 71 textes annotés, et il s'agit de l'une des premières collections de chansons populaires à avoir été publiées en Europe. L'original a été à partir de 1768 en possession de l'industriel Prokop Afinkievitch Demidov. Une copie, datant des années 1760 à 1780, est conservée à la Bibliothèque nationale russe de Saint-Pétersbourg, , .
Le manuscrit a été publié pour la première fois en 1804 par A.F. Iakoubovitch sous le titre « Poèmes russes anciens » (Drevniïa rossiïskiïa stikhotvoreniïa) ; cette édition incomplète ne contenait que 26 des 71 textes. Une seconde édition plus complète, incluant des mélodies, a été réalisée par Konstantin Kalaïdovitch sur les ordres du comte Roumiantsev en 1818, à partir du manuscrit alors en possession de F.P. Klioutcharev. Par la suite, le manuscrit a longtemps été considéré comme perdu, avant d'être retrouvé en 1893. Une édition plus complète a suivi en 1901. Plusieurs chansons obscènes du recueil, jusque-là censurées, ne se sont vues publiées qu'en 1995. La première version intégrale a été publiée en 2003.

## Le personnage
On ne sait rien de Kircha Danilov, dont le nom, peut-être fictif, figure sur le manuscrit. On suppose qu'il a été lui-même conteur et interprète de chants traditionnels.